# Grégory Legrand
Grégory Legrand est un footballeur français né le 28 mars 1975 à Haubourdin, évoluant au poste de gardien de but.

## Biographie
Grégory Legrand est le fils de Roger Legrand, gardien de but en football d'entreprises. Formé à l'Iris Club de Lambersart, il entre au centre de formation du LOSC Lille en 1991, fait ses classes des 17 nationaux aux professionnels (3 bancs en 1re division), mais sans pouvoir y disputer un match professionnel. N'ayant pas la confiance de son entraîneur Vahid Halilhodžić, il est prêté à deux reprises, au Gazélec Ajaccio en National 1 puis au FCO Charleville évoluant en NATIONAL. Il signe son premier contrat professionnel à l'âge de vingt-deux ans. Remplaçant de Bruno Clement avec l'équipe réserve du LOSC, il joue trois matchs lors de la saison 1997-1998 et six pour l'exercice 1998-1999. Il devient titulaire pour la saison 1999-2000, disputant dix huit rencontres, alternant le poste de numéro un avec Éric Allibert. 
Il quitte Lille en 2000 et signe avec l'US Créteil-Lusitanos, en Division 2. Remplaçant de Stéphane Cassard, il joue son premier match chez les pros, le 23 septembre 2000, face au Chamois niortais. Il dispute quatorze matchs en 2001-2002, remplaçant en fin de saison Cédric Duchesne. Titulaire en 2002-2003, il perd son poste au profit de Stéphane Porato. 
Après avoir manqué la relégation avec Créteil, Legrand se dirige vers le Dijon FCO, en National, où il est la doublure de Barel Mouko. Il joue, avec cette équipe, une demi-finale de Coupe de France qu'il considère comme « [son] plus beau souvenir ». Le gardien retourne en Ligue 2 pour la saison 2004-2005, gardant la cage du Stade de Reims à dix-neuf reprises. Il fait ensuite un passage éclair par le FC Istres où il ne joue qu'un match de Ligue 2. 
Il s'engage avec l'ES Wasquehal, ayant la certitude de ne pas retrouver une équipe professionnelle. Pendant cette période, Il en profite pour passer ses diplômes d'entraîneurs (DEF et CERTIFICAT ENTRAINEUR GARDIEN DE BUT DE HAUT NIVEAU à Clairefontaine sous les ordres de Bruno MARTINI et Franck RAVIOT). Il est notamment contacté par Le Havre et le Stade rennais pour devenir entraîneur des gardiens. Il refuse pour raisons familiales.
En 2009, il se reconvertit comme conseiller en crédit immobilier. Domicilié sur Lille, il prend une licence au Stade Béthunois mais les longs trajets pour faire les entraînements deviennent problématiques. Il accepte la proposition de Thierry Villain, entraîneur qu'il a connu à Lille, et rejoint en novembre 2009, l'US Marquette, club confronté à une pénurie de gardiens. Après trois saisons avec cette équipe, il termine sa carrière de joueur par des passages au JA Armentières ainsi qu'au GS Gondecourt. Actuellement il joue à Wattignies en district.
Par la suite, il devient éducateur et prend en main l'équipe U13 du Iris Club de Lambersart, entraînant son fils Hugo jouant lui aussi comme gardien de but.
Actuellement il s'occupe des jeunes gardiens de but au Stade Béthunois, et à l'US Marquette (séniors compris).